# Икарус 451
Икарус 451  је југословенски експериментални лаки јуришни двомоторни, нискокрилни авион металне конструкције са затвореном кабином, у коме је пилот био у лежећем положају. Конструисао га је Драгољуб Бешлин на основу својих претходних пројеката, предратни B-5 и послератни Икарус 232 "Пионир". Авион Икарус 451 је први пут полетео 22. септембра 1951., а у служби у ЈРВ је био од 1952. до 1957. године.

## Пројектовање и развој
Конструктор авиона  Драгољуб Бешлин је наставио рад на својим експерименталним авионима, један од њих је био и овај авион који је имао радни назив "451". За разлику од својих претходника (Икарус B-5 и Икарус 232 "Пионир"), Икарус 451 је био потпуно металне конструкције са снажнијим моторима. Циљ новог авиона је био наставак истраживања утицаја g-оптерећења на пилота а да при том авион не буде ограничавајући фактор као што су то били претходни авиони дрвене конструкције. Авион је због малог попречног пресека трупа и поред релативно скромне погонске групе био веома брз, а пилот је без проблема издржавао преоптерећење од 9 g-јединица. Међутим, негативне последице ове конфигурације као што је оптерећење вратних пршљенова, отежано дисање или никаква видљивост уназад, као и појава анти-g одела, биле су пресудне да се одустане од даљег развоја ове конфигурације. Авион Икарус 451 је први пут полетео 22. септембра 1951.

## Оперативно коришћење
У фабрици авиона „Икарус” направљена су два прототипа (451/I и 451/II) који су после испитивања у ВОЦ-у расходовани 1957. године. На авионима 451 су вршена испитивања од 1950. до 1952. године. Оба авиона су примљена у ЈРВ 1952. године али је један (451/I) већ наредне године расходован. Други је остао у наоружању до 1957. године, премда су оба практично летела само прве две године. Тако су ови авиони 1952. године имали налет од 18 сати а 1953. године од 11 сати тј укупно 29 сати.
Авион је био наоружан са: 1 х фиксни митраљез у носу MG 131 калибра 13,1 mm и 6 х невођених ракета Ваздух-Земља на подкрилним носачима.

## Сачувани примерак авиона Икарус 451
Изложени примерак авиона Икарус 451 који је изложен у Музеју ваздухопловства на аеродрому "Никола Тесла" у Београду је други прототип и носио је ознаку 451/II. Први пут је полетео 26. фебруара 1952. са пробним пилотом капетаном Тугомиром Пребегом за командама. Испитиван је у лету две године, а по расходовању предат је Центру за обуку ваздухопловних техничара и инжењера у Рајловцу, да би на крају био додељен Музеју.

## Земље које су користиле овај авион
- Југославија-ФНРЈ/СФРЈ